# Cryptus recurvatus
Cryptus recurvatus är en stekelart som beskrevs av H. Douglas Pratt 1945. Cryptus recurvatus ingår i släktet Cryptus och familjen brokparasitsteklar. Inga underarter finns listade i Catalogue of Life.